# Nattvard
För andra betydelser, se Nattvarden (olika betydelser).

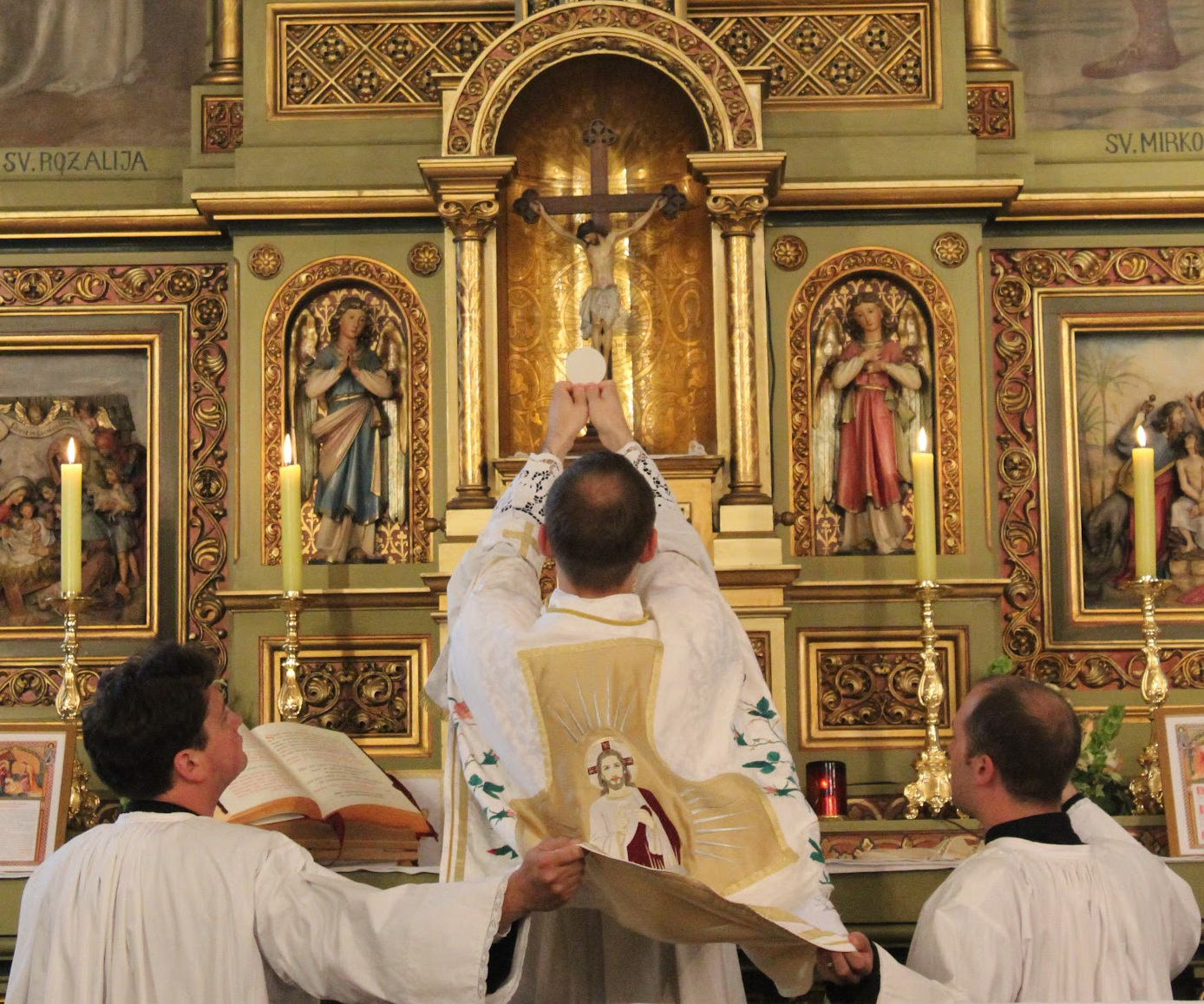
Den heliga mässan firas enligt den extraordinarie formen av den latinska riten.

Nattvarden, även eukaristi, kommunionen eller altarets sakrament, är den mest särpräglade ritualen i den kristna religionen. I nattvarden förtärs rituellt små mängder bröd och/eller vin, som på olika sätt anses vara eller representera Jesu Kristi kropp och blod. 
Åminnelsen av Jesu sista måltid kallas inom de lutherska kyrkorna för nattvard, mässa eller altarets sakrament. I frikyrkorna kallas den för nattvard eller brödsbrytelse. I den romersk-katolska kyrkan används orden eukaristin, kommunionen, det allraheligaste sakramentet eller altarets allraheligaste sakrament. Inom den ekumeniska rörelsen används också ordet eukaristin. Tillfället då nattvarden firas kallas nattvardsgudstjänst, nattvardsfirande eller mässa. Den del av förberedelserna för nattvard där prästen med orden "Kom! Nu är allting tillrett" bjuder in församlingen till nattvard kallas för admission.
En del kyrkosamfund betraktar ritualen som ett sakrament, medan den enligt andra kyrkor är ett symboliskt firande av Jesu lidande och död.

## Ursprung

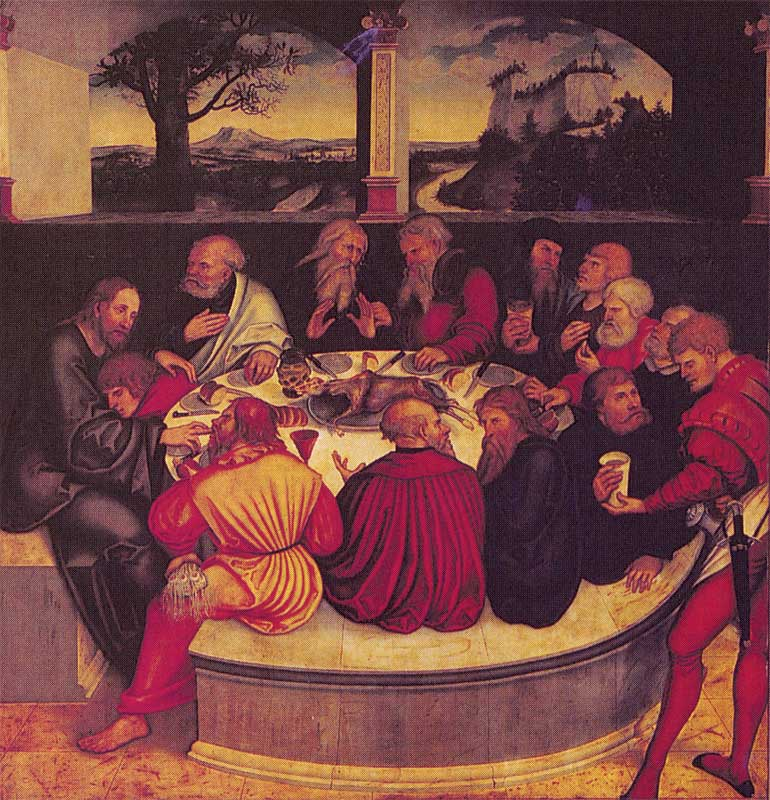
Lucas Cranach den yngre 1547.

Nattvarden hänvisar till den sista kvällsmåltid (Den sista måltiden) som Jesus delade med sina apostlar på torsdagsaftonen före sitt lidande och åtföljande korsfästelse. 
Uppgifterna går enligt bibelvetenskapen något isär i de olika evangelierna om vilken karaktär denna måltid hade, men troligtvis var det en judisk påskmåltid – seder. Under denna måltid förtärdes ett antal symboliska maträtter, bland annat osyrat bröd och vin. 
De allra flesta kristna teologiska riktningar är ense om att Jesus vid denna måltid gav brödet och vinet ny innebörd – likt brödet som bröts sönder skulle hans kropp brytas sönder och likt vinet som utgöts skulle hans blod utgjutas. Han instruerade sina lärjungar att "göra detta" till hans åminnelse.

## Utveckling före reformationen
I östkyrkliga, romersk-katolska och gammalkatolska eukaristiböner ingår även förböner för levande och döda. Redan i de flesta tidigkristna liturgier ingår mässans instiftelseord i eukaristibönen (några fåtaliga kända undantag är den assyriska Addai och Maris liturgi samt papyrus Strassbourg Gr. 254). I västerländska liturgier förläggs konsekrationsmomentet till instiftelseorden; i östliga liturgier anses konsekrationen ske under epiklesen, en bön med åkallan av den Helige Ande.

## Samfundens olika syn på nattvarden
Nattvarden har givits olika innebörd inom olika kyrkor och samfund, och frågan om nattvarden och mässan var en av de stora kontroversfrågorna under reformationen. 

### Protestantiska kyrkor
Gemensamt för de protestantiska kyrkorna är att nattvarden ses som ett sakrament.  Gemensamt är också att de fysiska nattvardselementen är nödvändiga. Utöver detta går åsikterna isär om det invigda brödets och vinets natur.

#### Lutherska kyrkor
I den teologi som idag tillämpas i lutherska kyrkor finns flera varierande modeller för läran om realpresens. 
Realpresensen i Martin Luthers teologi formuleras som att nattvardselementen verkligen är Kristi kropp och blod. I likhet med Augustinus teologi betonas att detta sker genom ordet. Inom den lutherska ortodoxin på 1600-talet utvecklades synsättet att Kristi kropps och blods substanser genom ordet förbinder sig med nattvardselementens substanser, utan att brödet och vinet förändrar sina yttre accidenser, och Kristi kropps och blods substans existerar tillsammans med nattvardselementens substanser. Detta brukar kallas konsubstantationsläran. Tyska och svenska lutheraner var inte eniga om den sakramentala närvarons varaktighet. Philip Melanchthon och hans anhängare (de s.k. filippisterna) hävdar att närvaron upphör sedan högmässan tagit slut, medan Den Svenska Kyrkoordningen 1572 och 1686 års kyrkolag hävdade att det överblivna sakramentet skulle förvaras "i sitt bekvämliga rum" i syfte att delas ut vid nästa nattvardsgång. 
Vad gäller Svenska kyrkans bekännelseskrifter konstaterar den Augsburgska bekännelsen enbart att nattvardselementen är Kristi kropp och blod och delas ut till alla som tar emot dem, utan att närmare ingå på läromässiga detaljer. Den Augsburgska Bekännelsens Apologi ansluter sin teologi till de östligt ortodoxa kyrkornas teologi, och lär att brödet och vinet förvandlas till Kristi kropp och blod, givetvis utan att använda transsubstantiationsläran som förklaringsmodell. Konkordieformeln hävdar impanationsläran, det vill säga att Kristi mänskliga kropp och blod i kraft av Jesu gudomliga natur kan vara närvarande överallt, inklusive i nattvardselementen, där de skänker välsignelse i enlighet med Jesu ord och löfte.
Inom 1800-talets nykonfessionalism och det tidiga 1900-talets lutherrenässans utvecklades den teologiska modellen om sakramental förening, som på grundval av enskilda luthercitat beskriver Kristi kroppsliga närvaro som något som sker "i, med och under" brödet och vinet.
Inom Svenska kyrkan av idag ryms en stor teologisk bredd. Filippister och pietister har varit benägna att, till skillnad från Luther och de lutherskt ortodoxa, inte betrakta instiftelseorden som tidpunkten för närvarons inträde, utan istället betona tidpunkten för kommunionstillfället. Under inflytande av svensk 1500-talsteologi och de anglikanska systerkyrkorna inom Borgågemenskapen används numera sakramentsskåp i somliga av Svenska Kyrkans kyrkorum.
De ekumeniska samtal som har ägt rum mellan Lutherska världsförbundet och den romersk-katolska kyrkans enhetssekretariat sedan 1965-1967 har lett till dialograpporter som visat en långtgående samsyn vad gäller de båda trossamfundens nattvardsteologi, exempelvis i dokumentet Nattvarden - Herrens måltid.

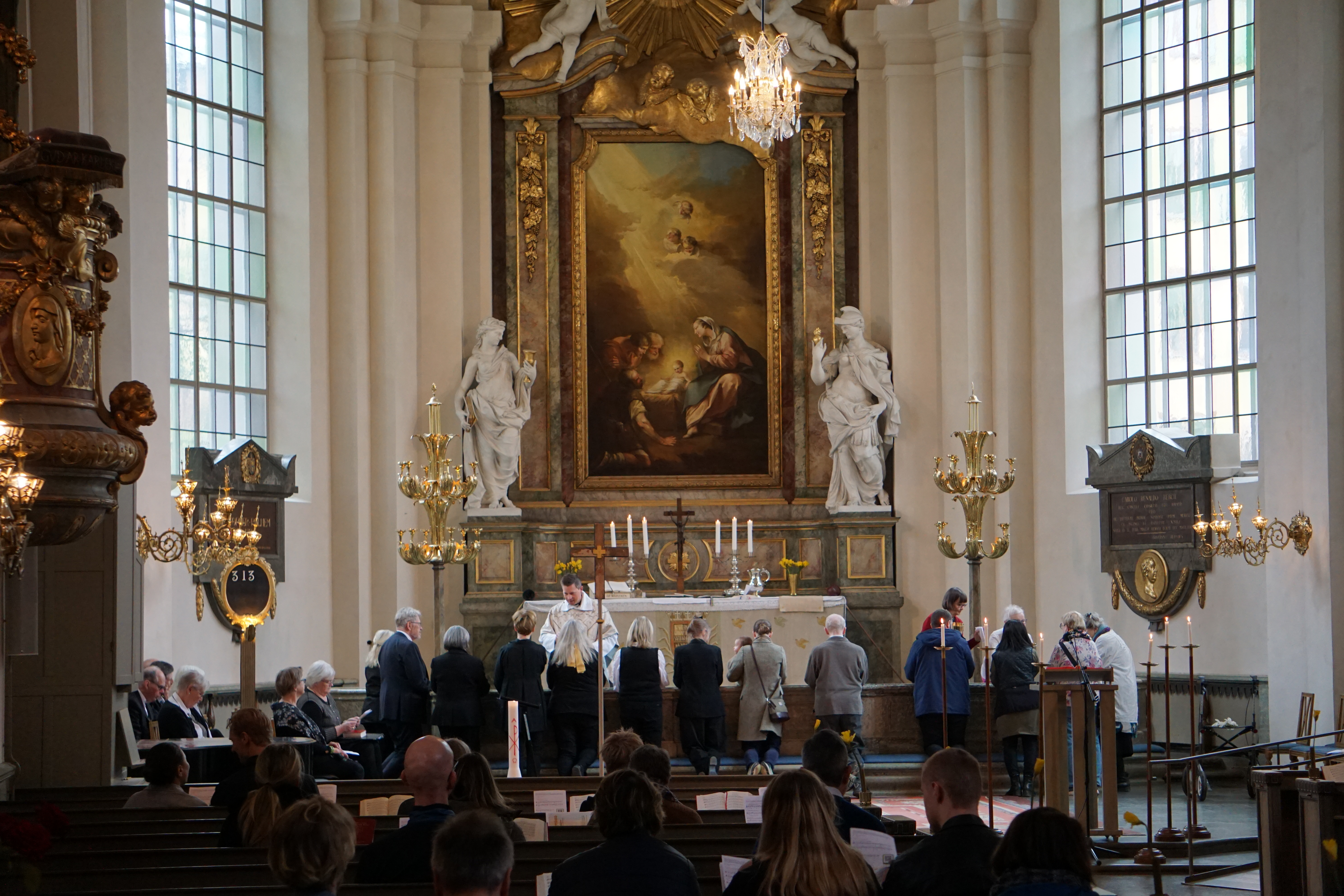
Knäfallande nattvard under en evangelisk-luthersk högmässa, Maria Magdalena kyrka i Stockholm. Den samtida normen i Svenska Kyrkan är inte längre knäfallande, och inte heller mottagande direkt på tungan, utan mottagande i handen och doppande i vinet (så kallad intinktion), även om variationer förekommer.

#### Reformerta kyrkor
I zwingliansk teologi, som kommit att bli den dominerande i reformerta kyrkor på denna punkt, är nattvarden en symbolisk måltid som firas på Jesu uppdrag "till min åminnelse" (Lukasevangeliet 22:19). Måltiden sätter fokus dels på Jesu frälsande död på korset, dels på församlingens nuvarande gemenskap med honom och därmed varandra, dels på den framtida himmelska måltiden i Guds rike. Brödet och vinet ses som konkreta tecken för dessa tre verkligheter och har ingen kraft i sig själv utan får sin kraft från ordet. Måltiden är en tacksägelse för det som Gud i Jesus Kristus har gjort, gör nu och kommer att göra.
Till skillnad från Zwingli hävdade Jean Calvin att den utkorade som tar emot nattvardselementen på jorden simultant själsligen tar emot Kristi verkliga kropp och blod i himlen. Från den troende calvinske kommunikantens perspektiv är därför närvaron lika verklig som för kommunikanter med östligt ortodox, evangelisk-luthersk eller romersk-katolsk teologi, även om ingen förändring anses ske med nattvardselementen på de senare kyrkofamiljernas sätt.
Calvins nattvardssyn har fått kraftigare genomslag utanför hans egen kyrkofamilj än inom, därför att metodister delar Calvins nattvardssyn. Den förekommer även inom den evangelikala flygeln bland anglikaner, trots att de flesta anglikaner står lutheranerna eller den romersk-katolska kyrkan närmare på denna punkt. Inom reformerta miljöer har Calvins nattvardssyn influerat Mercersburg-teologin och Taizékommuniteten.

### Katolska kyrkan

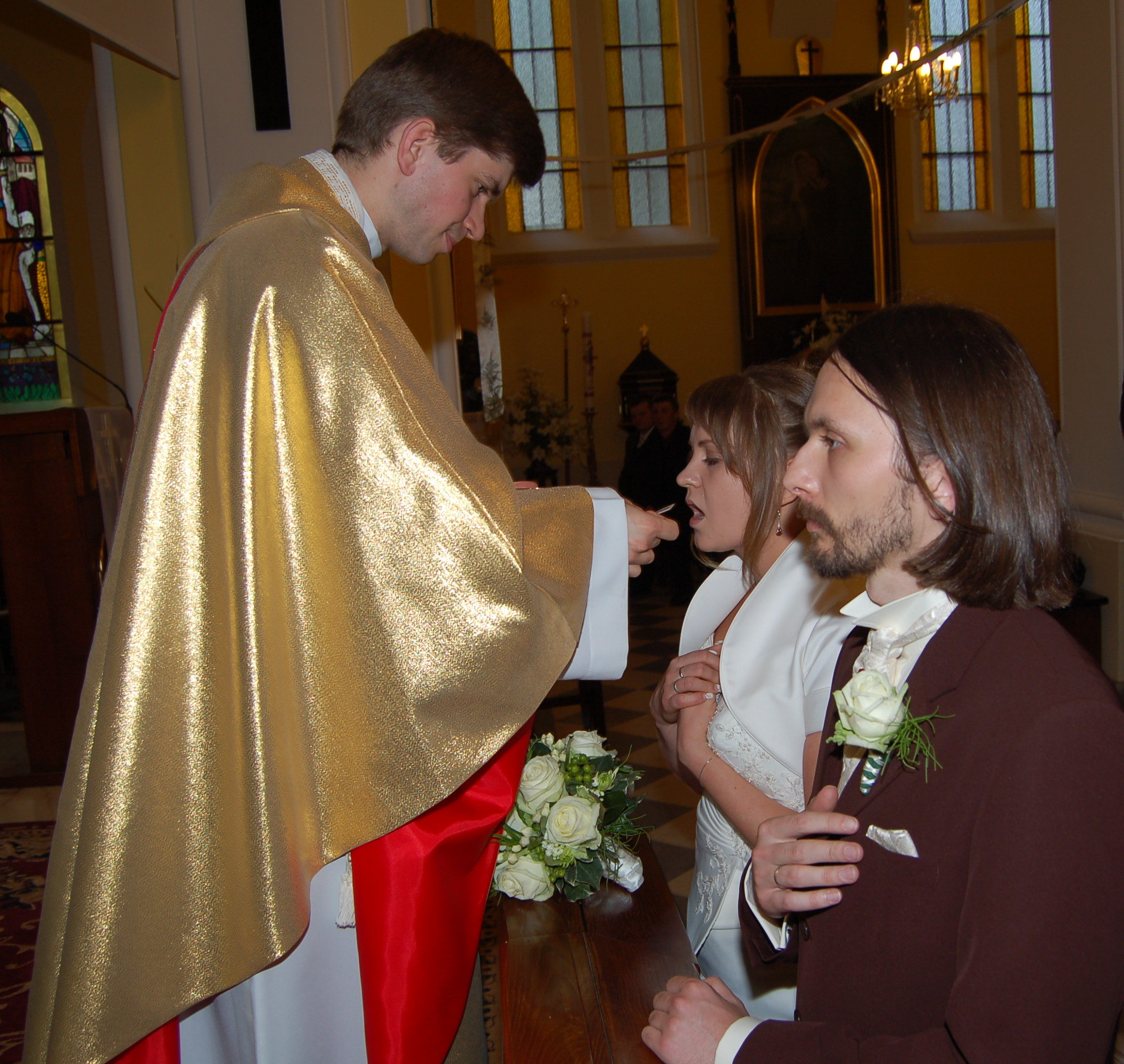
Prästen lägger brödet själv i deltagarnas mun, utan att de vidrör den.

I Katolska kyrkan tillämpas slutet nattvardsbord, vilket innebär att bara de som är medlemmar i Katolska kyrkan får ta emot nattvarden. I Romersk-katolska kyrkan används ordet eukaristi som dels ett av flera namn på mässan eller mässoffret, och dels namnet på det i mässan konsekrerade brödet (i regel benämnd som hostia) och vinet. En vanlig synonym för det konsekrerade brödet är (den heliga) kommunionen. I denna bön tackar mässcelebranten (biskopen eller prästen) för Guds gärningar, särskilt genom Kristus, och förvandlar (konsekrerar) brödet och vinet till att vara Kristi kropp och blod. 
I den katolska kyrkan kan endast giltigt vigda präster och biskopar celebrera mässan, varvid prästen eller biskopen med rätt sakramentsformel bokstavligen förvandlar mässans bröd och vin till Kristi kropp och blod (transsubstantiationsläran). I ett särskilt, förstärkt skåp med lås, ett så kallat tabernakel, förvaras de konsekrerade specierna (vanligtvis endast brödet) efter förrättad mässa.
Om en katolik har begått en svår synd, måste han eller hon enligt den katolska läran först bikta sig innan han eller hon ånyo kan ta emot eukaristins sakrament eftersom synden gör att den enskilda individen befinner sig i ett tillstånd av brytning med Gud och kyrkan. Skulle den som syndat svårt inte bikta sig före kommunion begår denne ett helgerån. Under den katolska nattvarden delar prästen ut brödet, och oftast endast brödet. Vinet dricks vanligtvis endast av prästen, men kan även delas ut till lekfolket. Sedan Andra Vatikankonciliet är det upp till varje kommunikant om vederbörande vill ta emot brödet i handen eller på tungan.

### Östlig kristendom
De ortodoxa kyrkorna lär på samma sätt som den katolska att endast giltigt vigda präster och biskopar kan förrätta mässan, varvid prästen eller biskopen med rätt sakramentsformel bokstavligen förvandlar mässans bröd och vin till Kristi kropp och blod (transsubstantiationsläran). Eukaristin är här intimt förbunden med mässan och läran om mässoffret. I ett särskilt, förstärkt skåp med lås, ett så kallat tabernakel förvaras de konsekrerade specierna (vanligtvis endast brödet) efter förrättad mässa. Detta för att man vid behov skall kunna ge kommunionen till döende och sjuka. I västkyrkan förvaras tabernaklet synligt så att de troende kan tillbe Jesus Kristus som enligt katolsk tro är helt och fullt närvarande i nattvardselementen.

### Jehovas vittnen
Inom Jehovas Vittnen benämns nattvarden vanligen Herrens kvällsmåltid, Herrens måltid eller minneshögtiden. Minneshögtiden firas en gång om året, den 14 nisan enligt den judiska kalendern. Det sker till minne av den måltid Jesus inbjöd till vid den judiska påsken. Minneshögtiden sammanfaller därför inte nödvändigtvis med det kristna påskfirandet, som följer de gregorianska eller julianska kalendrarna.
I minneshögtiden används osyrat bröd och okryddat rött vin, som anses vara symboler för Jesus kropp och blod. Detta är konsekvent med Jehovas Vittnes teologi om att blodet är heligt, och att människan ska avhålla sig från blod.
Endast en begränsad krets tar del av brödet och vinet, nämligen till de personer som "har ett himmelskt hopp”. Det innebär att de hoppas tillhöra de 144 000 personer som efter att ha avslutat jordelivet kommer till himlen för att där regera med men under Jesus. Samfundet förklarar detta med stöd i Lukasevangeliet 22:28–30 och  Uppenbarelseboken 5:9–10; 14:1 och 3). Konkret innebär det att ytterst få personer tar del av brödet och vinet, år 2023 var det ca 22 000 personer runt hela jorden som tog del av dessa symboler.[källa behövs] Vittnen som inte har ”himmelskt hopp” deltar dock också i minneshögtiden, men utan att ta del av bröd och vin.

## Nattvardsbrödet

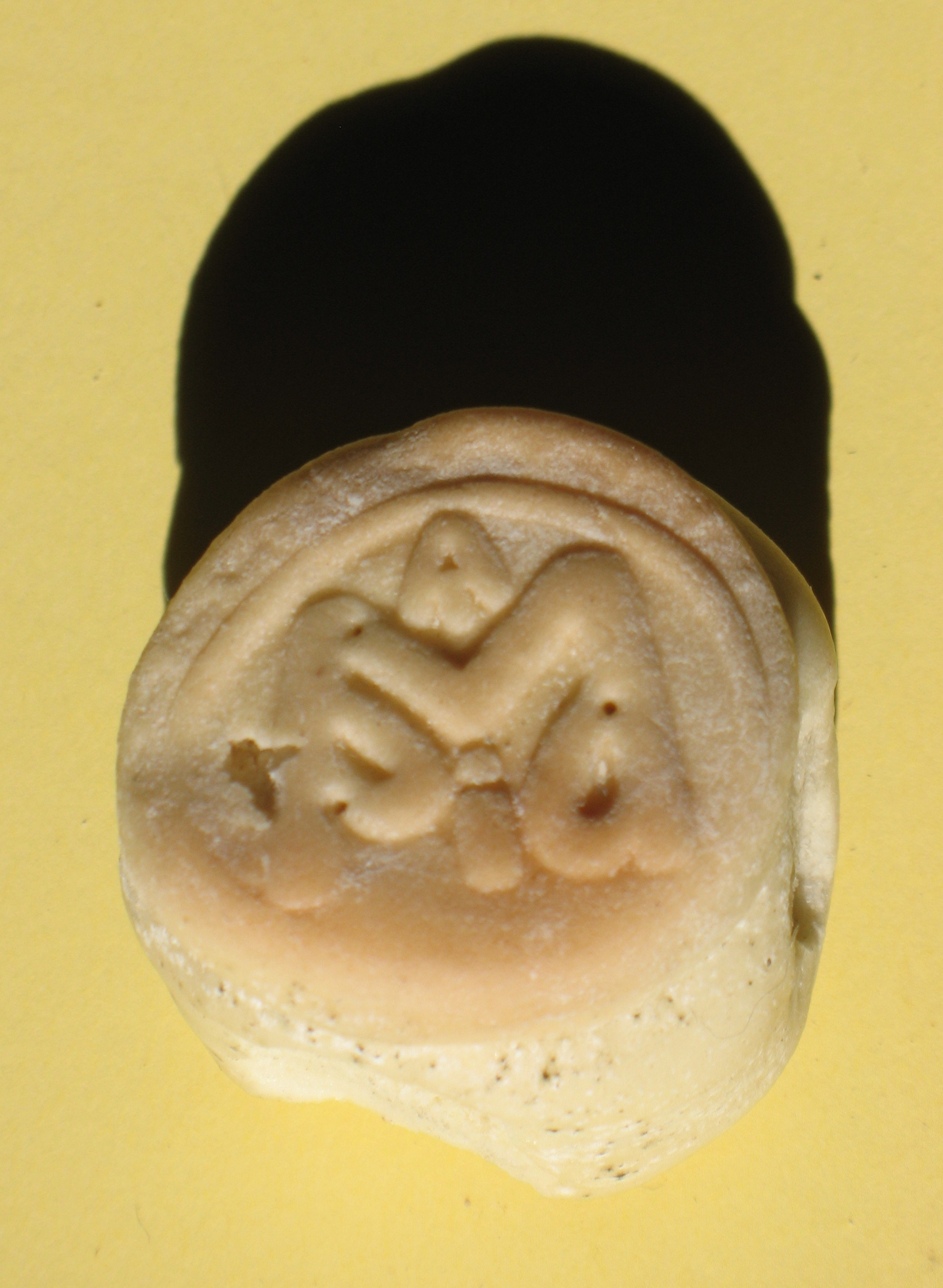
Ortodoxt nattvardsbröd, prosphora.

Inom den katolska kyrkan, liksom i vissa protestantiska kyrkor (till exempel Svenska kyrkan) används ett särskilt bröd som kallas hostia (katolskt) eller oblat (protestantiskt), som skall motsvara matza, det osyrade judiska bröd som Jesus och lärjungarna åt eftersom detta skedde under den judiska påsken. I de ortodoxa kyrkorna används jäst bröd.

## Intinktion
Intinktion innebär att nattvardsbrödet doppas i vinet innan det konsumeras, detta istället för att nattvardsgästen dricker direkt ur kalken.